# Lucien Gautier (Grafiker)
Lucien Marcelin Gautier (* 10. Januar 1850 in Aix-en-Provence, Département Bouches-du-Rhône; † 29. März 1925 in Paris) war ein französischer Graphiker, Zeichner und Maler des Impressionismus.

## Leben, Ausbildung und künstlerische Entwicklung
Gautier verbrachte die Schulzeit in seiner Heimatstadt, wo er bereits mit seinen künstlerischen Fähigkeiten auffiel. Anschließend wurde er Schüler im Atelier von Marius Reynaud (1795–1868). Später konnte er mit dessen Hilfe nach Paris gehen, wo er Léon Gaucherel studierte. Schon früh fand er zu einem eigenen Stil, in dem er als Grafiker nach Vorlagen Jean-Baptiste Camille Corot, Charles Emile Jacque und einigen anderen arbeitete.
Als sich die politische Lage nach dem Deutsch-Französischen Krieg wieder konsolidiert hatte, unternahm Gautier einige kleinere Reisen in das Umland von Paris und diese Eindrücke verarbeitete er auch in kleinere Grafiken. 1875 reiste er für längere Zeit nach Marseille (Département Bouches-du-Rhône), von der er ebenfalls viele Skizzen mit nach Hause brachte.
1883 ließ er sich im 5. Arrondissement (3 rue Linné) nieder und arbeitete bis 1886 als Illustrateur bei der Zeitschrift L’Art. Gleichzeitig baute er ab 1883 im Auftrag der Polizeipräfektur in Paris den Service photographique auf.
Ausgedehnte Urlaubsreisen unternahm er nach und durch Schottland (1883), Italien (1884), wo die Altertümer in Rom ihn besonders beeindruckten. 1885 nach Venedig. Weitere Reisen führten ihn Süditalien und Sizilien (1886) Griechenland (1887) und England. 
Ab 1894 wohnte Gautier im Quartier du Petit-Montrouge (16, rue des Ruelles, 14. Arrondissement) und sechs Jahre später zog er in die 7, avenue de la Paix (14. Arrondissement) um. Im Har darauf übernahm er eine Wohnung am 93 boulevard Brune (14. Arrondissement).
Gautier starb 1925 in Paris und fand dort auch seine letzte Ruhestätte.

## Werke
Für das Werk „Paris Pittoresque“ von Alfred de Champeaux (1833–1903) und François-Étienne Adam (1834–1900), erschienen 1883 bei Librairie J. Rouan (Paris) schuf Gautier folgende zehn Illustrationen:
| - 1 - Vues du Pont de l'Archevêché - 2 - L'Écluse de la Monnaie - 3 - Le Pont des Saint-Pères - 4 - La Place Maubert - 5 - La Rue du Haut Pavé | - 6 - La Rue Galande - 7 - Rue Saint-Julien Le Pauvre - 8 - Le Petit Bras de la Seine le 3 Janvier 1880 (signée et datée dans la planche) - 9 - Le Quai de Jemmapes - 10 - La Place du Châtelet et le Boulevard du Palais |

- 1883 Teilnahme am Salon des Artistes Français (section gravure) mit zwei Radierungen:
  - N°4669: Environs de Notre-Dame de Paris
  - N°4670: Rue Mouffetard

- 1884 Teilnahme am Salon des Artistes Français (section gravure):
  - N°4373: Le forum à Rome.
  - N°4374: Le Lac Lhomond en Écosse.

- 1885 Teilnahme am Salon des Artistes Français (section gravure)
  - N°4749: Santa Maria della Salute à Venise (nach Canaletto).
  - N°4750: Souvenir d'Italie. (Gravure sur bois)

- 1886 Teilnahme am Salon des Artistes Français (section gravure)
  - N°5110: Le Pont du Rialto à Venise
  - N°5111: Le Château de Chillon

- 1887 Teilnahme am Salon des Artistes Français (section gravure)
  - N°5014: L'Acropole à Athènes
  - N°5015: Weymouth-Bay (nach John Constable)

- 1888 Teilnahme am Salon des Artistes Français (section gravure)
  - N°5212: Le Lac Majeur (nach Corot).
  - N°5213: Le Quai des Esclavons à Venise & Le Grand Canal à Venise

- 1889 Teilnahme am Salon des Artistes Français (section gravure)
  - N°5484: Westminster Abbey

- 1894 Teilnahme am Salon des Artistes Français (section gravure)
  - N°4236: Bergerie (nach Charles Jacque).

- 1895 Teilnahme am Salon des Artistes Français (section gravure)
  - N°4222: Retour des champs (nach Charles Jacque).
  - N°4223: Notre-Dame de Paris.

- 1900 Teilnahme am Salon des Artistes Français (section gravure)
  - N°2493: Le Palais Royal in Stockholm

- 1901
  - N°4201: La Place du Chalet & La Rue du Vieux-Colombier & Portrait d'un peintre dans son atelier

- 1914 Notre Dame (mutmaßlich Radierung), Bild aus der Stuttgarter Galerie

## Auszeichnungen
- 1884 Médaille (avec mention honorable) du Salon des Artistes Français (section gravure)
- 1894 Médaille de 3ème classe du Salon des Artistes Français (section gravure)
- 1900 2ème Médaille (Argent / Silber) du Salon des Artistes Français (section gravure)